# نظافة مهنية
النظافة المهنية (في الولايات المتحدة: النظافة الصناعية) هي توقع الحماية، وإدراكها، وتقييمها، والتحكم بها والتأكد منها ضد مخاطر العمل المسببة لإصابة، أو مرض أو تأثير على صحة العاملين ورفاهيتهم. يمكن تقسيم هذه المخاطر أو الضغوطات إلى فئات حيوية، وكيميائية، وفيزيائية، وأرغونومية ونفسية اجتماعية. يتمثل خطر التأثير الصحي من عامل ضغط معين في دالة الخطر مضروبة بمدى تعرض الفرد أو المجموعة لهذا الخطر. بالنسبة للمخاطر الكيميائية، يمكن فهم الخطر من خلال موجز الاستجابة للجرعة الذي يعتمد في غالبية الحالات على النماذج أو الدراسات السمية. يعمل خبراء النظافة المهنية جنبًا إلى جنب مع علماء السموم (انظر علم السموم) من أجل فهم المخاطر الكيميائية، ومع الفيزيائيين (انظر الفيزياء) من أجل المخاطر الفيزيائية بالإضافة إلى الأطباء وعلماء الأحياء الدقيقة من أجل المخاطر الحيوية (انظر علم الأحياء الدقيقة، طب المناطق الحارة، العدوى). يُعتبر أخصائيو النظافة المهنية والبيئية خبراء في علم التعرض وإدارة مخاطر التعرض. بالاستناد إلى نوعية عمل الفرد، يعمل خبير النظافة على تطبيق خبرته في علم التعرض بهدف حماية العاملين و/أو المستهلكين و/أو المجتمعات.

## النشاطات العامة
يشارك خبير النظافة المهنية في تقييم المخاطر الفيزيائية، أو الكيميائية، أو الحيوية أو البيئية التي قد تسبب إصابة أو مرضًا ما إلى جانب السيطرة عليها في مكان العمل أو في مجتمع معين. قد تشمل المخاطر الفيزيائية كلًا من الضوضاء، ودرجات الحرارة المتطرفة، ودرجات الإضاءة المتطرفة، والإشعاع المؤين أو غير المؤين والعوامل الأرغونومية. تخضع المخاطر الكيميائية المتعلقة بالبضائع أو المواد الخطرة بدورها لتحقيقات خبراء النظافة المهنية بشكل دوري. قد تحظى المجالات الأخرى ذات الصلة، مثل جودة الهواء الداخلي (آي إيه كيو) والسلامة، باهتمام خبير النظافة المهنية. تنشأ المخاطر الحيوية عن إمكانية التعرض للفيلقية المستروحة في مكان العمل أو التحقيق في إصابة حيوية معينة أو آثارها في العمل، مثل التهاب الجلد.
قد يستلزم عمل خبير النظافة المهنية تواصله الفعال فيما يتعلق بطبيعة الخطر، وإمكانية حدوثه والوسائل الملائمة للسيطرة عليه، كجزء من عملية التحقيق. يمكن تحديد الضوابط الملائمة بعد ذلك من خلال التسلسل الهرمي للسيطرة على الخطر: من خلال الإزالة، والاستبدال، والهندسة، والإدارة ومعدات الحماية الشخصية (بّي بّي إي) بهدف السيطرة على الخطر أو الحد من المخاطر المحتملة. قد تتراوح مثل هذه الضوابط من التوصيات البسيطة باستخدام معدات الحماية الشخصية مثل قناع جزيئات الغبار «الأساسي» إلى تصميم أنظمة، أو أمكنة عمل أو أنظمة إدارة مزودة بنظام تهوية لاستخراج الغبار، وصولًا إلى إدارة الأفراد والبرامج للحفاظ على صحة ورفاهية مختلف الأفراد ممن يدخلون مكان العمل.
تشمل الأمثلة على النظافة المهنية:
- تحليل المخاطر الفيزيائية مثل الضوضاء، التي تتطلب في بعض الحالات استخدام سدادات الأذن الحامية أو وقاء الأذن للوقاية من فقدان السمع.
- تطوير الخطط والتدابير اللازمة للحماية من التعرض للأمراض المعدية في حالة حدوث جائحة إنفلونزا.
- مراقبة الهواء لرصد حالات التلوث الخطرة التي قد تسبب مرض العمال أو موتهم.

## وسائل التقييم في مكان العمل
على الرغم من الجوانب المتعددة لأعمال النظافة المهنية، يشكل تحديد التعرض الفعلي والمحتمل للمخاطر أو تقديره الجانب الأبرز والأكثر أهمية. بالنسبة للعديد من المخاطر الكيميائية والفيزيائية، أمكن تحديد حدود التعرض الوظيفي باستخدام البيانات السمية، والوبائية والطبية ما يساعد خبراء النظافة المهنية على الحد من خطر التأثيرات الصحية من خلال تطبيق «التسلسل الهرمي للسيطرة على الخطر». يمكن تطبيق مجموعة من الطرق المختلفة في تقييم مكان العمل أو البيئة فيما يتعلق بالتعرض لخطر معروف أو مشتبه به. لا يعتمد خبراء النظافة المهنية على دقة المعدات أو الطرق المستخدمة بل يستندون إلى معرفتهم الدقيقة بحدود هذه المعدات أو الطرق المستخدمة والخطأ أو التباين المعطى باستخدام هذه المعدات أو الطرق المحددة. يمكن العثور على الطرق المعروفة لأداء تقييمات التعرض المهني في «استراتيجية تقييم التعرض المهني وإدارته، الإصدار الثالث، محرر بواسطة جوسليتو س. إغناسيو وويليام إتش بولوك».
الخطوات الرئيسية المحددة من أجل تقييم التعرض المهني وإدارته:
- التوصيف الأساسي (تحديد العوامل، والمخاطر، والأفراد ذوي خطر التعرض وضوابط التعرض الموجودة)
- تقييم التعرض (تحديد حدود التعرض الوظيفي، وروابط الخطر والبيانات السمية ذات الصلة من أجل تقييم التعرض بوصفه «مقبول»، أو «غير مقبول» أو «غير مؤكد»)
- ضوابط التعرض (في حالة التعرض «غير المقبول» أو «غير المؤكد»)
- جمع المعلومات الإضافية (في حالة التعرض «غير المؤكد»)
- التواصل بشأن الخطر (في مختلف حالات التعرض)
- إعادة التقييم (وفق الحاجة) / إدارة التغيير

### التوصيف الأساسي، وتحديد الخطر وعمليات المسح التفصيلي
تتطلب الخطوة الأولى في فهم المخاطر الصحية المتعلقة بالتعرض جمع معلومات «التوصيف الأساسي» من المصادر المتاحة. تُستخدم إحدى الطرق التقليدية المطبقة بواسطة خبراء النظافة المهنية لفحص مكان العمل أو البيئة بشكل أولي في تحديد أنواع المخاطر المحتملة والتعرض المحتمل لها (مثل الضوضاء، والمواد الكيماوية والإشعاع). قد يستهدف المسح التفصيلي أو يقتصر على عدد من المخاطر المحددة مثل غبار السيليكا، أو الضوضاء، من أجل التركيز على جميع المخاطر التي يتعرض لها العمال. يُستخدم المسح التفصيلي الكامل بشكل منتظم من أجل توفير معلومات مفيدة في تأسيس إطار العمل اللازم للتحقيقات المستقبلية، وتحديد أولويات المخاطر، وتحديد متطلبات القياس وتأسيس درجة من السيطرة الفورية على حالات التعرض المحتملة. يُعتبر برنامج تقييم المخاطر الصحية من المعهد الوطني للسلامة والصحة المهنية أحد الأمثلة البارزة على المسح التفصيلي للنظافة المهنية. تشمل المصادر الأخرى لمعلومات التوصيف الأساسي كلًا من مقابلات العمال، ورصد مهام التعرض، وأوراق بيانات سلامة المواد، وجدولة القوى العاملة، وبيانات الحماية وجداول المعدات والصيانة بهدف تحديد عوامل التعرض المحتملة والأفراد الذين يُحتمل تعرضهم للخطر.
يجب تطبيق المعلومات الواجب جمعها من المصادر المختلفة على نوع محدد من العمل الذي تنشأ عنه المخاطر المحتملة. كما ذُكر سابقًا، تشمل الأمثلة على هذه المصادر كلًا من المقابلات مع الأفراد الذين عملوا في مجال الخطر، وتاريخ الحوادث السابقة وتحليلاتها والتقارير الرسمية عن العمل والمخاطر التي جرت مواجهتها في السابق. من بين ما سبق، تُعتبر المقابلات مع العاملين الأكثر أهمية في تحديد الممارسات، والأحداث، والإطلاقات، والمخاطر وغيرها من المعلومات ذات الصلة غير الموثقة. عند الانتهاء من جمع المعلومات من مجموعة المصادر المتوفرة، يُوصى بأرشفة هذه المعلومات رقميًا (من أجل السماح بعملية البحث السريع) مع إنشاء مجموعة مادية من نفس المعلومات من أجل سهولة الوصول إليها. تتمثل إحدى الطرق المبتكرة لعرض معلومات المخاطر التاريخية المعقدة في جمعها ضمن خريطة تحديد المخاطر التاريخية، التي تسمح بمعالجة معلومات المخاطر في تنسيق بياني سهل الاستخدام.